# Kuurne-Bruxelles-Kuurne 2006
La Kuurne-Bruxelles-Kuurne 2006, sessantesima edizione della corsa, valida come prova dell'UCI Europe Tour 2006, fu disputata il 26 febbraio 2006 per un percorso di 192 km. Fu vinta dal belga Nick Nuyens, al traguardo in 4h37'32" alla media di 41,509 km/h.
Dei 191 ciclisti alla partenza di Kuurne furono 101 a portare a termine il percorso.

## Ordine d'arrivo (Top 10)
| Pos. | Corridore             | Squadra       | Tempo    |
| ---- | --------------------- | ------------- | -------- |
| 1    | Nick Nuyens           | Quick Step    | 4h37'32" |
| 2    | Leif Hoste            | Discovery Ch. | a 6"     |
| 3    | Tom Boonen            | Quick Step    | a 8"     |
| 4    | Niko Eeckhout         | Ch. Jacques   | s.t.     |
| 5    | Matthé Pronk          | Unibet.com    | s.t.     |
| 6    | Gert Steegmans        | Davitamon     | s.t.     |
| 7    | Johan Coenen          | Unibet.com    | s.t.     |
| 8    | Jurgen Van Den Broeck | Discovery Ch. | s.t.     |
| 9    | Kevin Van Impe        | Quick Step    | a 10"    |
| 10   | Marco Zanotti         | Unibet.com    | a 19"    |